# Andreas Harboe
 Ikke at forveksle med Andreas Harbou.
Andreas Harboe (født 8. maj 1648 i Christiania, død 29. juli 1706 ved Szilagy Somlio i Ungarn (nu Şimleu Silvaniei, Rumænien)) var en dansk-norsk officer, bror til Jens Harboe.

## Den Skånske Krig
Han blev født i Christiania, hvor hans fader, Christopher Harboe (død 1652 som tolder ved Svinesund), da var bogholder ved Kommissariatshuset; moderen, Ursula Andreasdatter Kaal (Kohl), var en københavnsk borgerdatter. Efter i fire år (fra 1665) at være oplært ved Københavns Tøjhus blev Andreas Harboe 1669 med bibeholdelse af sin løn som fyrværker sendt udenlands for yderligere at uddanne sig og var artillerikaptajn i Vilhelm af Oraniens tjeneste, da han ved den Skånske Fejdes udbrud blev kaldt hjem. Under krigen blev han meget benyttet som chef først for Håndværkerkompagniet, siden for det «store Reserve- og Feltartilleri». Han deltog bl.a. i belejringerne af Helsingborg 1676 og Båhus 1678 og steg hurtig til major (juni 1676) og oberstløjtnant (marts 1677).

## I Holsten
Efter freden blev han sendt til Holsten som højstkommanderende officer ved den derværende artilleristyrke, som samledes i et korps under hans befaling. Tillige organiserede og kommanderede han et feltartilleri, for hvilket der var særlig brug i denne landsdel, hvor man i en årrække så at sige stadig var på feltfod. 1682 udnævntes han til oberst, 1693, efter Ratzeburgs indtagelse, til generalmajor. Han overværede 1695 Namurs belejring. Han var derhos 1690-98 kommandant i Glückstadt, indtil sidstanførte år det holstenske artilleris stabskvarter blev forlagt til Rendsborg. Harboe havde haft væsentlig del i denne fæstnings udvidelse på holstensk grund (Neuwerk) og byggede sig her en anselig gård, den senere kommandantbolig. Hvad der imidlertid særlig må fremhæves, er den virksomhed, han i disse år udfoldede som konstruktør, en virksomhed, som, skønt den ikke længere kan eftervises i enkelthederne, må have været ret betydelig, siden det første kalibersystem, vi har haft, og som i flere menneskealdre derefter så at sige var det eneste her i landet, bærer navn efter ham.

## Den Store Nordiske Krig og Den Spanske Arvefølgekrig
Endnu under felttoget i Holsten 1700 fungerede Harboe som kommandør for artilleriet og ledede artilleriangrebet på Tønning, men hermed sluttede hans tjeneste ved dette våben, om han end først fem år senere formelig fratrådte chefsposten over det holstenske korps. I efteråret 1700 sendtes han som næstkommanderende med hjælpetropperne til Sachsen, 1701 til Flandern som generalmajor over infanteriet af det til sømagterne overladte korps samt chef for 2. bataljon af Sjællandske Infanteriregiment. I de to påfølgende felttog deltog han i Kampene om forskellige fæstninger; således kommanderede han 25. august 1703 stormen på Huy. 25. juni 1704 udnævntes han til generalløjtnant og chef for det i kejserlig tjeneste stående danske korps, hvis 1. infanteriregiment han samtidig overtog i stedet for sin bataljon. Et halvt år senere fik han Det hvide Bånd. Korpset, som, da Harboe modtog det, lå i vinterkvarter omkring Regensburg, blev næste sommer ført til Ungarn, hvor det indlemmedes i den hær, der skulle dæmpe opstanden under Frans II Rákóczi. Efter med stor hæder at have deltaget i slagene ved Waagfloden (11. august) og ved Somlyo eller Zsibo (11. november), hvilket sidste i
hovedsagen gjorde ende på krigen, blev de danske tropper lagt i kvarter i Transsylvanien, hvor de døjede meget ondt som følge af wienerhoffets uefterrettelighed i pengesager. I sommeren 1706 blev korpset beordret tilbage til Tyskland, men Harboe nåede ikke så vidt; 29. juli blev han ved Egereth, ikke langt fra Grosswardein, dræbt ved et vådeskud af sin egen skildvagt, medens han sad til bords med sine officerer. Hans lig blev ført hjem og hviler i en prægtig marmorkiste i Roskilde Domkirke. Han og broderen havde 1684 fået våbenbrev.
Han var gift (bevilling 8. marts 1678) med Anna Bülche (død 28. november 1720 i Rendsborg, gift 1. gang 1667 med landsdommer i Sjælland Jesper Hiort, 1641-1673), datter af præsident i København, læge Peter Bülche (1605-1671) og Margrete Thombs (død 1663).